# Domenico Monegario
Domenico Monegario (†764) was doge van Venetië van 756 tot 764.
Domenico Monegario werd gekozen met de steun van koning Desiderius van de Longobarden. Hij probeerde goed te staan bij Byzantium en de Franken. Er werden jaarlijks twee tribunes aangesteld om zijn hertogelijke macht in te perken.
Hij profiteerde van de de verzwakking van het Byzantijnse gezag in Italië, waarvan Venetië, althans formeel, afhankelijk was, om de Venetiaanse vloot te moderniseren. Tijdens zijn bewind vond de transformatie plaats van de Venetianen als vissers naar zeehandelaren, met gedurfde reizen tot aan de Ionische eilanden en de Levant.
Tijdens zijn regeerperiode ontstond de Kerkelijke Staat en dus een rechtstreekse bedreiging. Na acht jaar aan de macht probeerde hij meer macht te verwerven door de controle van de tribunes te verminderen. Domenico Monegario werd afgezet en blind gemaakt.
De verkiezing van Maurizio Galbaio als zijn opvolger luidde uiteindelijk een periode van stabiliteit in waarin de macht van de doge werd versterkt.